# Annihilationisme
Het annihilationisme is een christelijke leer of een dogma dat zondaren na hun dood vernietigd worden, en niet zullen lijden in de hel of de poel van vuur. Deze zienswijze wordt door een minderheid van de christenen aangehangen. De gedachte erachter is dat het eeuwige leven voorwaardelijk is, en alleen bestemd is voor diegene die het ontvangen. God zal alle zondaren vernietigen waardoor alleen de rechtvaardigen eeuwig leven zullen ontvangen.
Sommige annihilationisten geloven dat zondaren eerst tijdelijk gestraft worden in de hel en daarna vernietigd worden. Andere geloven dat de hel sowieso een valse leer is, met een heidense oorsprong. Denominaties die het annihilationisme aanhangen zijn de zevendedagsadventisten en de Broeders in Christus (Christadelphians). Ook verschillende protestantse en anglicaanse schrijvers hangen de doctrine aan.

## Historische ontwikkeling
De leer van het annihilationisme heeft zijn wortels in het jodendom. Volgens David Bentley Hart lijken de ideeën van de rabbijn Hillel omtrent het laatste oordeel in de richting van het annihilationisme te wijzen. Hillel leefde een generatie eerder dan Jezus. In ieder geval lijkt hij te geloven dat de mensen die in Gehenna (hel) terechtkomen daar voor een bepaalde tijd verblijven. De zielen van de overledenen ondergaan een soort zuiveringsproces, waarbij het er op lijkt dat degenen die dit proces niet doorstaan zullen ophouden te bestaan. Een heel klein groepje heel slechte mensen zal voor eeuwig in Gehenna verblijven (nl. hen die niet in staat blijken te zijn zich te verbeteren). Zijn tijdgenoot (en tegenspeler) Sjammai dacht er blijkbaar hetzelfde over. Rabbi Akiva, die een generatie ná Jezus leefde meende dat het verblijf in Gehenna niet langer dan twaalf maanden zou duren.
De grote meerderheid van de christelijke theologen heeft tot zeker het einde van de middeleeuwen vastgehouden aan de doctrine van een letterlijke hel, eeuwig dan wel tijdelijk. Verwijzingen naar een voorwaardelijk eeuwig leven zijn te vinden bij Justinus de Martelaar (rond het jaar 165). Rond het jaar 330 draagt Arnobius expliciet het concept van het annihilationisme uit. Ook in preken van John Wesley zijn sporen van het idee van het annihilationisme terug te vinden.
Halverwege de 19e eeuw won de doctrine van het annihilationisme aan invloed binnen de kerken en groepen die voortkomen uit de beweging rond William Miller. Het gaat dan onder andere om de zevendedagsadventisten, de broeders in Christus en Jehova’s getuigen. In 1965 schreef de zevendedagsadventist en historicus Le Roy Froom een boek dat een belangrijke invloed zou uitoefenen, namelijk The Conditionalist Faith of our Fathers.
Sinds de jaren zestig van de twintigste eeuw heeft het annihilationisme binnen de protestantse theologie aan gezag gewonnen. In de laatste jaren voor zijn dood droeg William Branham, een invloedrijke Bijbelleraar, de leer van het annihiliationisme uit. Basil Atkinson, John Wenham en andere geleerden aan de Universiteit van Cambridge vervulden een belangrijke rol in het meer gezag geven van deze leerstelling. Verschillende invloedrijke evangelicale theologen, waaronder John Stott, wezen ook de klassieke helleleer af. Een reden waarom sommige auteurs de doctrine van een eeuwige pijniging in de hel afwijzen, is omdat zij deze niet verenigbaar vinden met het idee van Gods alomvattende liefde. De liberale Britse theoloog Hastings Rashdall (1858-1924) droeg een vergelijkbaar standpunt uit.

## Standpunt
De aanhangers van de doctrine verwijzen vaak naar het Nieuwe Testament waar Jezus erover spreekt dat God zowel "ziel én lichaam" kan laten omkomen. In de Hebreeuwse Bijbel staat dat God "de ziel die zondigt zal laten sterven".
Hun visie op het leven na de dood is gebaseerd op teksten als Johannes 11:11 waar staat: "‘Onze vriend Lazarus is ingeslapen, ik ga hem wakker maken’" en 1 Tessalonicenzen 4:15 (NBV): "Wij zeggen u met een woord van de Heer: wij, die in leven blijven tot de komst van de Heer, zullen de doden in geen geval voorgaan." Volgens deze visie is de mens (of zelfs de menselijke ziel) sterfelijk en heeft, wanneer iemand gestorven is, de ziel geen besef van tijd. In zekere zin "slaapt" de ziel dus, tot zij bij de wederkomst van Christus zal ontwaken. Volgens sommige geleerden hadden de oude Hebreeën geen concept van de eeuwige ziel of van inherente onsterfelijkheid. Voor hen zou de mens na overlijden naar Sheol gaan, de woonplaats van de doden, een zwart eind, verwant aan het Griekse idee van de hades.
Volgens Hendrikus Berkhof lijkt de gedachte dat waarin de tegenstanders van God vernietigd worden zowel aan Gods liefde als aan de ernst van de menselijke beslissing recht te doen. Maar, zegt Berkhof, de annihilatio is een nederlaag van de liefde van God, die versluierd is door een machtsdaad van God. In dezelfde trant laat ook de Amerikaanse theoloog David Bentley Hart zich uit De Nederlandse pedagoog en theoloog Philip Kohnstamm was een aanhanger van het annihilationisme.

## Teksten ten faveure van het annihilationisme
Teksten die gebruikt worden om de doctrine van het annihilationisme te verdedigen:
- Genesis 3:19 - "…stof ben je, tot stof keer je terug."
- Psalm 146:4 - "…Stokt zijn adem, hij keert terug tot de aarde, op die dag gaat hij met zijn plannen ten onder."
- Ezechiël 18:20 - "De ziel, die zondigt, die zal sterven;…."
- Prediker 9:5 - "Wie nog in leven zijn, weten tenminste dat ze moeten sterven, maar de doden weten niets."
- Jeremia 19:5 / Jeremia 32:5 - In deze teksten wordt gesproken over de Gehenna. Het woord hel wordt soms als een vertaling van Gehenna gebruikt. In deze teksten wordt er over gesproken dat God dit nooit heeft gewild (tegelijkertijd zou daar tegenin gebracht kunnen worden dat hij verwijst naar het brengen van kinderoffers, en niet zozeer naar het concept hel)
- Matteüs 10:28 - "Wees niet bang voor hen die wel het lichaam maar niet de ziel kunnen doden. Wees liever bang voor hem die in staat is én ziel én lichaam om te laten komen in de Gehenna."
- Lucas 13:1-3 - "…als jullie niet tot inkeer komen, zul je allemaal op dezelfde wijze omkomen."
- Lucas 13:40 - "…Zoals het onkruid bijeengebonden wordt en in het vuur verbrand, zo zal het gaan bij de voltooiing van deze wereld."
- Johannes 3:16 - "Want God had de wereld zo lief dat hij zijn enige Zoon heeft gegeven, opdat iedereen die in hem gelooft niet verloren gaat, maar eeuwig leven heeft." de grondtekst voor verloren geeft vernietiging aan.
- Romeinen 6:23 - "Het loon van de zonde is de dood…"
- 1 Korintiërs 15:12-49 - "Alleen diegenen die in Jezus geloven zullen het eeuwige leven krijgen. De rest zal wederkeren tot stof."
- 2 Tessalonicenzen 1:9 - "…zullen tot straf lijden het eeuwig verderf, van het aangezicht des Heeren, en van de heerlijkheid Zijner sterkte…"
- 2 Petrus 3:7 - "…en worden voor het vuur bewaard tot de dag van oordeel en het verderf van de goddeloze mensen"
- Openbaring 21:8 - "…hun deel is de vuurpoel met brandende zwavel, dat is de tweede dood."

## Teksten ter verwerping van het annihilationisme
Teksten die gebruikt worden om het annihilationisme af te wijzen:
- Psalmen 52:7 "God zelf zal je breken, voorgoed, hij zal je grijpen en meesleuren uit je tent, je wegrukken uit het land van de levenden."
- Psalmen 78:66 "hij joeg zijn belagers terug, bedekte hen met eeuwige smaad."
- Jesaja 33:14 "De zondaars in Sion sidderen, de goddelozen worden door angst bevangen: ‘Wie van ons kan wonen in verterend vuur? Wie kan wonen in vuur dat eeuwig brandt?’"
- Jesaja 66:24 "Bij het verlaten van de stad zien ze de lijken van hen die tegen mij in opstand kwamen: de worm die aan hen knaagt zal niet sterven, en het vuur waarin ze branden zal niet doven; ze worden verafschuwd door alles wat leeft.."
- Jeremia 23:40 "Ik breng eeuwige smaad en schande over jullie, die nooit zal worden vergeten."
- Jeremia 25:9 "... Ik breng alle inwoners om; ze zullen afschuw en ontzetting wekken, en dit land zal voor altijd in puin liggen."
- Daniël 12:2 "Velen van hen die slapen in de aarde, in het stof, zullen ontwaken, sommigen om eeuwig te leven, anderen om voor eeuwig te worden veracht en verafschuwd."
- Matteüs 8:12 "…maar de erfgenamen van het koninkrijk zullen worden verbannen naar de uiterste duisternis; daar zullen zij jammeren en knarsetanden."

Als er sprake is van jammeren en knarsetanden, dan is er sprake van een bestaan.
Sommige annihilationisten antwoorden dat mensen wel pijn zullen lijden bij de vernietiging, maar niet eeuwigdurend.
Anderen wijzen erop dat in beide gevallen een vergelijking is met een bruiloftsfeest waar men 's nachts wordt buitengegooid.
- Matteüs 10:15 "Ik verzeker jullie: de dag van het oordeel zal voor het land van Sodom en Gomorra draaglijker zijn dan voor die stad."

Hoe kan er een verschil zijn in de zwaarte van de straf als er geen bestaan meer zou zijn?
Sommige annihilationisten geloven dat er wel verschil is in de lengte van de pijniging, en dus verschil in de zwaarte van de straf.
Anderen vinden dat Jezus hier een hyperbool gebruikte.
- Mattheüs 11:24 "Ik zeg je dat op de dag van het oordeel het lot van Sodom draaglijker zal zijn dan dat van jou."
- Mattheüs 18:8 "je kunt beter verminkt of kreupel het leven binnengaan dan in het bezit van twee handen of twee voeten in het eeuwigbrandend vuur geworpen worden."
- Mattheüs 22:13 "Bind zijn handen en voeten vast en gooi hem eruit, in de uiterste duisternis, waar men jammert en knarsetandt."
- Mattheüs 25:41 "Daarop zal hij ook de groep aan zijn linkerzijde toespreken: “Jullie zijn vervloekt, verdwijn uit mijn ogen naar het eeuwige vuur dat bestemd is voor de duivel en zijn engelen.”"
- Marcus 9:46-48 "Als je voet je op de verkeerde weg brengt, hak hem dan af: je kunt beter kreupel het leven binnengaan dan in het bezit van twee voeten in de Gehenna geworpen worden. En als je oog je op de verkeerde weg brengt, ruk het dan uit: je kunt beter met één oog het koninkrijk van God binnengaan dan in het bezit van twee ogen in de Gehenna geworpen worden, waar de wormen blijven knagen en het vuur niet dooft."
- Marcus 12:38-40 "…Over hen zal strenger worden geoordeeld dan over anderen!"

Zelfde redenatie als bij Matteüs 10:15.
- Lucas 16:24 "…want ik lijd pijn in deze vlammen."

Hoe kan iemand pijn ervaren als er geen bestaan meer zou zijn.
Sommige annihilationisten antwoorden hierop dat deze vergelijking duidelijk niet letterlijk te nemen is: zou Abraham zich zo dicht bij een letterlijke hel bevinden, dat hij het geweeklaag ervan hoort?
- Openbaring 14:11 "De rook van die pijniging zal opstijgen tot in eeuwigheid. Wie het beest en zijn beeld aanbidden, of wie het merkteken van zijn naam draagt, ze krijgen geen rust, overdag niet en ’s nachts niet."
- Openbaring 20:15 "Wie niet in het boek van het leven bleek te staan werd in de vuurpoel gegooid."

Johannes schrijft dat wiens naam niet in het boek des levens staat in het vuur geworpen zal worden. Dit zijn diegenen die voor God hebben gestaan en zijn veroordeeld (20:12-13). Johannes schreef al over de Poel van Vuur in 19:20 dat Satan, het beest en de valse profeten hier worden ingeworpen. Hij schrijft: "Daar zullen ze dag en nacht worden gepijnigd, tot in eeuwigheid" (Openbaring 20:10). De term tot in eeuwigheid gebruikt hij vaker in Openbaring (1:18, 4:9-10, 5:13, 17:12, 10:6, 11:15, 15:7, 19:3, 22:5).
Sommige annihilationisten antwoorden hierop dat in Jesaja 34:10 gezegd wordt dat "voor eeuwig rook opstijgt" van het land, maar dat er in vers 11 wel degelijk sprake is van dieren die er wonen. Dit zou niet kunnen als "eeuwig" letterlijk te nemen is.
Andere annihilationisten houden het eenvoudiger en verwijzen naar Openbaring 21:8, waar uitgelegd wordt dat deze vuurpoel de tweede dood betekent, en dat het woord voor "pijnigen" ook betekent "gevangen houden", m.a.w. hier komt men nooit meer uit.